# 片貞姫
片 貞姫（ピョン・ジョンヒ、朝鮮語: 편정희、1915年10月22日 - 2001年10月16日）は、韓国のソプラノ歌手、女性実業家、政治家。第8代国会議員。
本貫は浙江片氏、号は東湖。独立有功者の鄭雲樹は夫。

## 経歴
日本統治時代の慶尚北道迎日郡または慶州郡出身、ニューヨークのジュリアード音楽学校卒。一時期はソプラノ歌手として活動した後、日本に居留し、在日大韓婦人会顧問、神戸市の東洋タクシー副社長を務めた。
帰国後は大韓運輸代表理事、三豊水産代表取締役、女性経済人協会会長、国際総連盟夫人会韓国本部長を務めたほか、政界では自由党中央党婦女部長、民主共和党政策委員を歴任した。1971年の第8代総選挙では全国区から民主共和党の公認で出馬し当選し、国会議員を1期務めた。
2001年10月16日に老衰によりソウル市内の病院で死去。86歳没。